# Mastigophorus parra
Mastigophorus parra là một loài bướm đêm trong họ Noctuidae.